# Археолошко налазиште на потесу Ордина
Археолошко налазиште на потесу Ордина је локалитет који се налази у месту Горње Карачево, у општини Косовска Каменица. На налазишту су откривени питоси, који се датују у касноантички или рановизантијски период. Осим ових налаза, од покретног археолошког материјала констатовани су и делови тегула и остаци керамике. Током земљорадничких радова откривени су остаци зидова што указује на могућност постојања објекта из античког периода.